# Городець (Кобринський район)
Городе́ць (біл. Гарадзец, пол. Horodec) — агромістечко в Кобринському районі Берестейської області Республіки Білорусь. Адміністративний центр Городецької сільської ради.

## Географія
Село розташоване на заході Полісся за 22 км на схід від Кобриня, має залізничну станцію.

## Історія
Перша письмова згадка припадає на 1287 рік. Близько 1465 року кобринські князі побудували тут церкву Святого Іллі. Пізніше тут виникла католицька парафія. За великнязівською ревізією 1563 зокрема згадуються вулиці Кобринська, Пришахоцька, Пінська, Грушайська, Іллінська.
1589 року Городець отримав Магдебурзьке право. У XVII столітті в селі був «королівський двір».
1795 року після третього поділу Речі Посполитої у складі Російської імперії, у Кобринському повіті. З 1801 року — в Гродненської губернії.
Станом на 1886 рік населення містечка Городецької волості Кобринського повіту становило 737 осіб, 74 дворових господарства, існувало 2 православні церкви, 2 синагоги, школа, 4 лавки, 3 постоялих двори, 2 вітряних млини.
З 1921 року — в складі Польщі, Кобринському повіті Поліського воєводства.

## Населення
За переписом населення Білорусі 2009 року чисельність населення села становила 1272 особи.

## Культура
Пам'яткою поліської архітектури є сільська церква Введення.